# Fuchsenkapelle (Weismain)

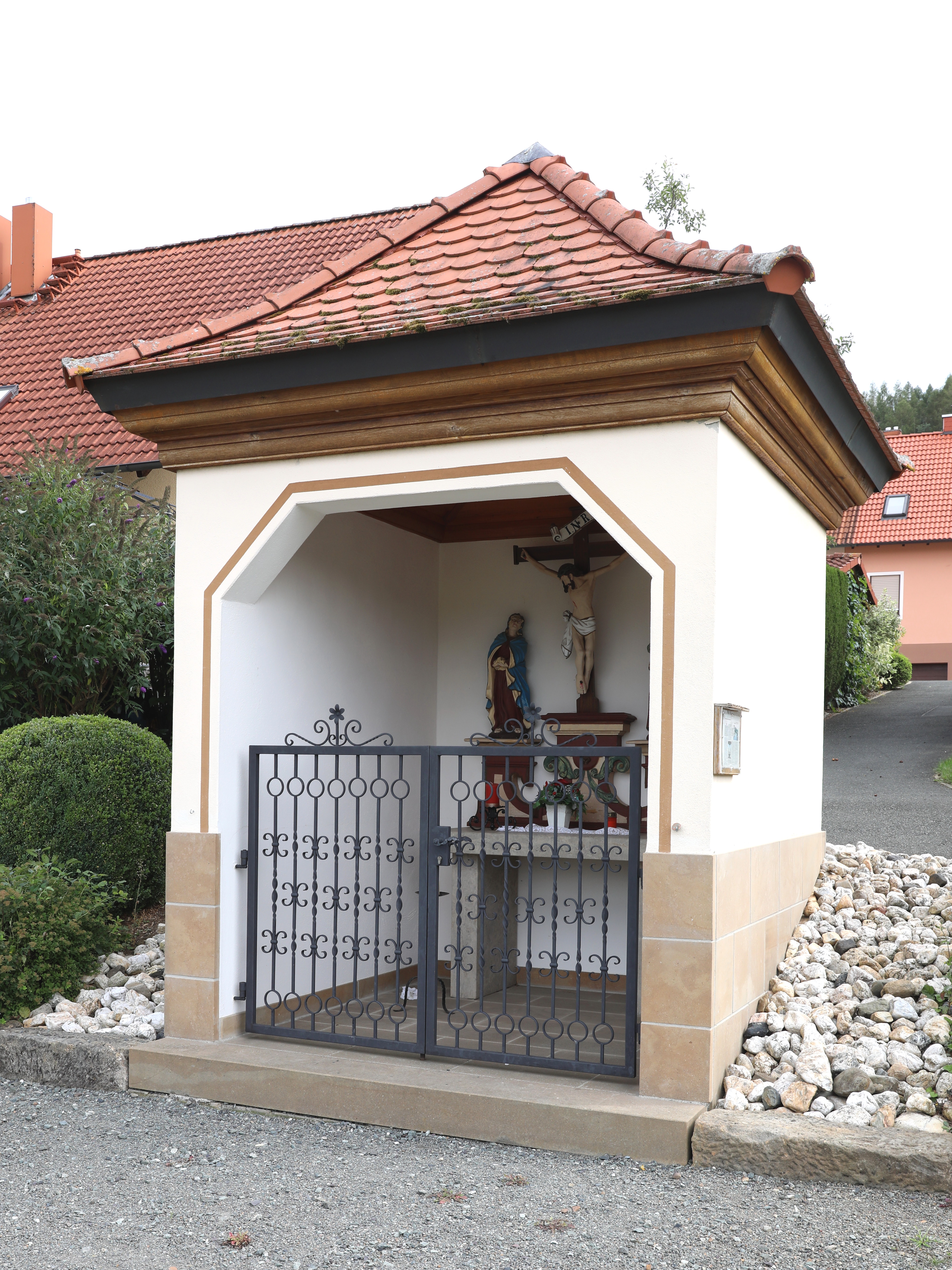
Fuchsenkapelle in Weismain

Die Fuchsenkapelle in Weismain ist eine katholische Kapelle in der oberfränkischen Stadt Weismain im Landkreis Lichtenfels in Bayern.

## Lage
Die Kapelle befindet sich auf 336 m ü. NHN an einem kleinen Flurweg unterhalb der Hans-Wolf-Straße in Weismain.

## Geschichte
An der Stelle der heutigen Kapelle befand sich bereits ein Kapellenbau aus dem 18. Jahrhundert. Bei Baumfällarbeiten wurde dieser Bau am 2. Januar 2006 zerstört. Als Rekonstruktion des Originalbaus wurde sie im Frühjahr und Sommer 2006 durch die Weismainer Kolpingfamilie wieder aufgebaut. Das Richtfest wurde im Zuge dessen am 5. Mai 2006 gefeiert; die Segnung geschah durch Pfarrer Josef Lauer am 8. Juni 2006.

## Beschreibung
Die Kapelle hat einen quaderförmigen Grundriss mit Mauerwerk über Sandsteinsockel und schließt mit einem aufgesatteltem Zeltdach am. An der Nordwestseite der Kapelle befindet sich ein eckiger Torbogen, der mit einem schmiedeeisernen, hüfthohen Gitter verschlossen ist und Einsicht auf die Ausstattung der Kapelle zulässt.